# Три тела Будды
Три тела Будды, Трика́я (санскр. त्रिकाय, IAST: trikāya, кит. 三身, сань шэнь — «три тела») — триединая сущность, или три способа бытия Будды. Учение о Трёх телах Будды отсутствовало в раннем буддизме и в буддизме Тхеравады, но наличествует в махаянских школах буддизма. Письменно зафиксировано примерно с первого века новой эры.
Согласно учению махаяны, Будда проявляет себя в трех аспектах.
1. Дхармакая (санскр. धर्मकाय, кит. 法身, фа шэнь — «сущностное тело») или Ваджракая (санскр. वज्रकाय, «алмазное тело») — высшее, абсолютное проявление духовной сущности, сущность мироздания, постижимая только посредством высшего просветления.
2. Самбхогакая (санскр. संभोगकाय, кит. 報身, бао шэнь — «тело блаженства» или «божественное тело») — образ Будды, постижимый в глубокой медитации. В этой мистической форме Будда проявляет себя, чтобы дать глубокие поучения бодхисаттвам и йогинам.
3. Нирманакая (санскр. निर्माणकाय, кит. 化身 хуа шэнь — «феноменальное тело»). Будда, проявляющий себя в обыденном мире. В частности, нирманакаей считается исторический Будда (принц Сиддхартха Гаутама).